# David Ginsburg (Chemiker)

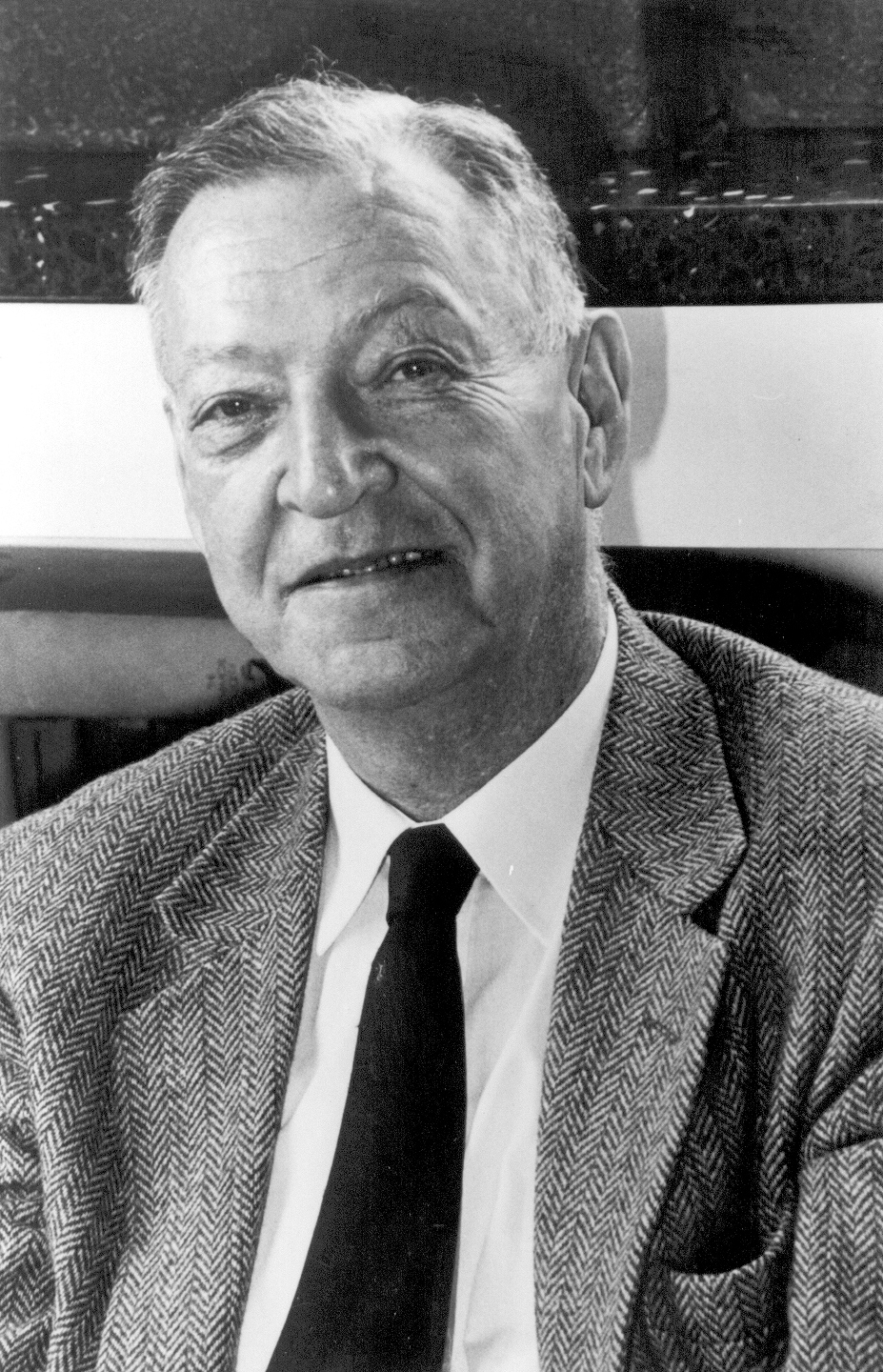
David Ginsburg

David Ginsburg (* 5. September 1920 in New York City; † 9. März 1988) war ein israelischer Chemiker (Organische Chemie) und Gründer der Chemiefakultät am Technion.
Ginsburg lebte schon als Kind in Tel-Aviv, wo er das Hebräische Herzlia-Gymnasium besuchte. Von 1937 bis 1941 studierte er Chemie an der Hebräischen Universität Jerusalem und am City College of New York. Das Studium schloss er mit dem Bachelorabschluss 1941 und mit dem Masterabschluss 1942 an der Columbia University ab. Ginsburg wurde 1947 an der New York University in Chemie promoviert.  Ab 1948 war er wieder in Israel und war zunächst am Weizmann-Institut und ab 1954 Professor am Technion in Haifa, dessen Präsident er 1961/62 war.
Er war Gastprofessor in Stanford, Oxford, Cambridge, der Brandeis University, der Universität Paris und am Max-Planck-Institut in Heidelberg.
Ginsburg befasste sich mit Morphinen (Totalsynthese Morphin), Colchicin, Polynukleare aromatische Kohlenwasserstoffe, Heterozyklen mit Stickstoff-Komponenten, Reaktionen mit tert-Butylhypochlorit und Konformationsanalyse.
1983 erhielt er die August-Wilhelm-von-Hofmann-Denkmünze, 1972 den Israel-Preis, den Weizmann Preis (1954) und den Rothschild-Preis (1965). 1976 wurde er zum Mitglied der Israelischen Akademie der Wissenschaften gewählt. Seit 1981 war er korrespondierendes Mitglied der Bayerischen Akademie der Wissenschaften. Er war Präsident der israelischen chemischen Gesellschaft und im nationalen Rat für Forschung und Entwicklung in Israel.

## Schriften
- The Opium Alkaloids: selected topics, Interscience 1962
- Herausgeber: Non-Benzenoid Aromatic Compounds, 1960
- Propellanes: Structure and Reactions, VCH 1975